# Anomis propinqua
Anomis propinqua là một loài bướm đêm trong họ Erebidae.